# Adrara San Rocco
Adrara San Rocco – miejscowość i gmina we Włoszech, w regionie Lombardia, w prowincji Bergamo.
Według danych na styczeń 2009 gminę zamieszkiwało 865 osób przy gęstości zaludnienia 95,2 os./1 km².

## Bibliografia

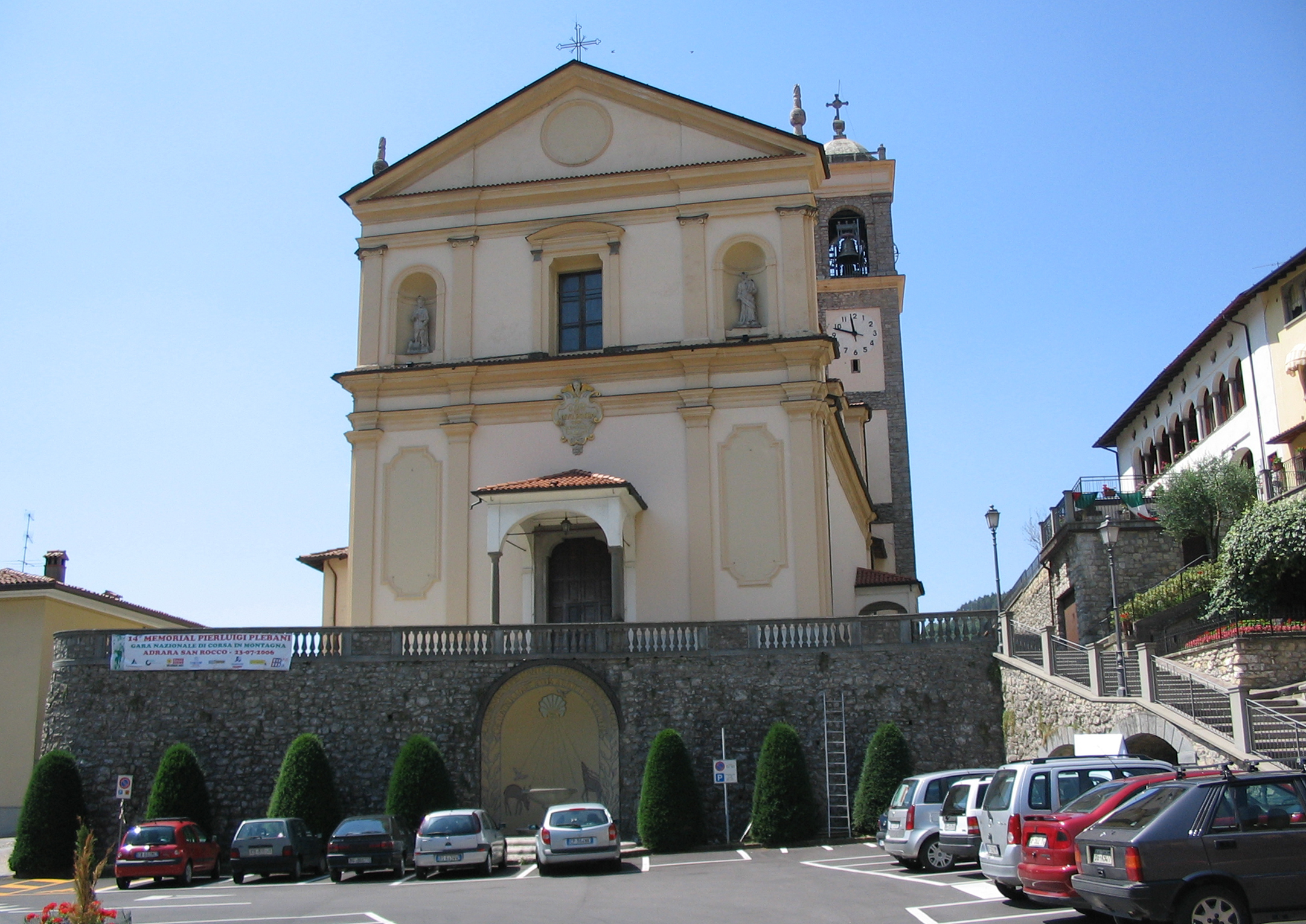
Kościół